# RD Izola
Maillots
Actualités
Dernière mise à jour : 10 août 2014.
Le RD Izola est un club de handball, situé à Izola en Slovénie, évoluant en 1. A Liga.

## Historique
- 1957: fondation du club.
- 1993: fondation d'une académie pour le handball.
- 2001: Monté en 1. A Liga